# Atsushi Nohmi
 (juillet 2025).
Si vous disposez d'ouvrages ou d'articles de référence ou si vous connaissez des sites web de qualité traitant du thème abordé ici, merci de compléter l'article en donnant les références utiles à sa vérifiabilité et en les liant à la section « Notes et références ».
Atsushi Nohmi (能見 篤, Nōmi Atsushi, 28 mai 1979 -) est un lanceur des Hanshin Tigers, équipe professionnelle de baseball japonais.

## Carrière

### Débuts
Atsushi Nohmi est né au Japon dans la ville d'Izushi (actuellement Toyooka), située dans la préfecture de Hyōgo. Il intègre la section sports-études du lycée Tottori Johoku. Alors qu'il est en classe de première, son équipe de baseball termine deuxième du Tournoi de Tottori (qui sert de phase éliminatoire au Tournoi d’Été du Koshien, tournoi national de baseball lycéen et le plus grand évènement de sport amateur au Japon). En automne de la même année, il remporte avec son équipe le Tournoi d'Automne de la préfecture de Tottori, puis atteint les demi-finales du Tournoi de la région de Chūgoku, mais ne se qualifie pas pour le Tournoi de Printemps du Koshien. Lors de son année de terminale, il réalise un match sans point ni coup sûr au cours du Tournoi de Printemps de la préfecture de Tottori. En été, son équipe est éliminée au deuxième tour par le lycée de Tottori Ouest. À cette époque, Atsushi Nohmi ainsi que deux autres lycéens, Tomoya Kawaguchi et Kei Igawa qui comme lui étaient des lanceurs gauchers, étaient surnommés "les trois corbeaux".
Après avoir terminé le lycée, il rejoint l'équipe d'Osaka Gas, qui évolue en Ligue Industrielle Japonaise. Cependant, en raison d'échecs répétitifs, il est écarté du terrain: même les supporters les plus assidus n'ont pas souvent l’occasion de le voir jouer, ce qui lui vaudra le surnom de "lanceur fantôme". Plus tard il dira: "Si au bout de 5 ans je n'avais toujours pas réussi, je songeais sérieusement à me retirer et à trouver un autre travail". Mais à partir de 2003, il prend une place plus importante au sein de l'équipe et en novembre de la même année il participe à la finale du championnat contre l'équipe de Nissan. Cependant, à la onzième manche il accorde un point à l'équipe adverse et son équipe termine à la deuxième place. En 2004, il est sélectionné en équipe nationale du Japon pour participer à la Semaine de Baseball de Haarlem. Il fait alors la connaissance de deux autres lanceurs, Ryo Watanabe et Yasutomo Kubo, qui plus tard deviendront ses coéquipiers lorsqu'il rejoindra les Hanshin Tigers. Il est drafté par les Hanshin Tigers en décembre 2004.

### Hanshin Tigers

#### 2005
Il commence la saison avec l'effectif actif de l'équipe, mais est relégué en équipe de farm dans le courant de l'été. Il sera à nouveau promu en équipe 1, mais termine la saison avec une ERA supérieure à 5. En Western League, il joue 10 matchs et lance 38 manches, effectue 41 retraits sur trois prises, accorde 22 coups sûrs et 15 bases-sur-balles. Il enregistre donc une WHIP de 0.97 et une ERA de 1.42.

## Style de lancer
Motion trois-quarts. La vitesse moyenne de ses lancers est de 140km/h, son lancer le plus rapide étant de 151km/h. Les lancers qu'il utilise le plus fréquemment sont: fastball, slider, forkball, shuuto et change-up. Jusqu'en 2008, sa motion s'appuyait notamment sur sa puissance, mais depuis 2009 il se concentre surtout sur le mouvement de son bras de façon à perturber le timing du frappeur.

## Distinctions
- MVP du mois: 2 fois (septembre 2010, octobre 2011).

## Premières performances

### Pitching
- Premier match/Premier match comme lanceur partant: le 3 avril 2005 contre les Yakult Swallows au Dôme d'Osaka. Il lance 4 manches et accorde 5 points.
- Premier retrait sur trois prises: contre Norichika Aoki.
- Première victoire/Première victoire comme lanceur partant: le 24 avril 2005 contre les Yokohama Baystars au stade de Yokohama. Il lance 5 manches 2/3 et accorde 2 points.
- Premier match complet: le 8 mai 2005 contre les Nippon Ham Fighters au Dôme de Sapporo. Il accorde 1 point en 9 manches.
- Premier hold: le 1er octobre 2005 contre les Yakult Swallows au stade Meiji Jingu.
- Premier shutout: le 18 août 2007 contre les Hiroshima Carp au Dôme d'Osaka.

### Batting
- Premier RBI: le 24 septembre 2005 contre les Hiroshima Carp au stade municipal de Hiroshima, en première partie de sixième manche. Il frappe un grounder sur la deuxième base contre lanceur Kenta Satake.
- Premier coup sûr: le 4 avril 2009 contre les Yakult Swallows au Dôme d'Osaka, en deuxième partie de troisième manche. Il frappe un hit au champ gauche contre Yoshinori.